# ملعب (إقليم الرشيدية)
مَلَّعْب بلدة مغربية ومركز جماعة ملعب القروية التابعة لإقليم الرشيدية ضمن جهة درعة تافيلالت بالمغرب. بلغ مجموع عدد سكان الجماعة حسب إحصاءات 2004 حوالي 16 681 نسمة يعيشون في 2340 أسرة.

## إحصاء عام
| السنة | عدد السكان | عدد الأسر | عدد الأجانب |
| ----- | ---------- | --------- | ----------- |
| 1994  | 14604      | 1929      | °°°°        |
| 2004  | 16681      | 2340      | 1           |

## دواوير الجماعة
- قصر اكلي
- قصر مروتشة
- قصر ديخلت
- قصر توروك
- قصر اخيت
- قصر ايت الحو
- قصر امكان
- قصر تلغمت
- قصر إمي نيكن
- قصر اكروز
- قصر بو ويدود